# Chickasha
Chickasha ist eine US-amerikanische Stadt im Bundesstaat Oklahoma und der County Seat des Grady County. Das U.S. Census Bureau hat bei der Volkszählung 2020 eine Einwohnerzahl von 16.051 ermittelt. Die Stadt ist nach ihrem indianischen Erbe benannt und stark mit diesem verbunden, denn Chickasha (Chikashsha) ist das Wort der Choctaw für die Chickasaw.

## Geschichte
Chickasha wurde von Hobart Johnstone Whitley gegründet, einem Landentwickler, Bankier, Farmer und leitenden Angestellten der Rock Island Railroad. Die Gründung erfolgte 1892, als die Chicago, Rock Island and Pacific Railway (Rock Island) eine Strecke durch das Indianerterritorium baute. Ein Postamt wurde im Juni 1892 eingerichtet. Einer der ersten Industriebetriebe, die sich in Chickasha ansiedelten, war die Chickasha Cotton Oil Company zur Produktion von Baumwollsamenöl, die 1899 gegründet wurde. Die Gemeinde wurde 1902 gegründet.

## Demografie
Nach einer Schätzung von 2019 leben in Chickasha 16.431 Menschen. Die Bevölkerung teilte sich im selben Jahr auf in 81,4 % Weiße, 7,3 % Afroamerikaner, 3,6 % amerikanische Ureinwohner, 0,6 % Asiaten und 6,2 % mit zwei oder mehr Ethnizitäten. Hispanics oder Latinos aller Ethnien machten 7,9 % der Bevölkerung aus. Das mittlere Haushaltseinkommen lag bei 42.175 US-Dollar und die Armutsquote bei 20,1 %.

## Bildung
Die University of Science and Arts of Oklahoma befindet sich hier.

## Wirtschaft
Die Landwirtschaft, insbesondere der Weizenanbau, und die Viehzucht waren seit den frühesten Tagen der Stadt wichtig für die Wirtschaft. Das verarbeitende Gewerbe wurde um die Mitte des 20. Jahrhunderts bedeutend.

## Söhne und Töchter der Stadt
- Leon Polk Smith (1906–1996), Maler
- Ralph Buchsbaum (1907–2002), Zoologe, Wirbellosen-Biologe und Ökologe
- Don McNeill (1918–1996), Tennisspieler
- Mona Knox (1929–2008), Filmschauspielerin und Model
- Orville Moody (1933–2008), Golfer
- Merle Kilgore (1934–2005), Country-Musiker
- Cleavon Little (1939–1992), Schauspieler
- Kendra Horn (* 1976), Politikerin
- Lee Pace (* 1979), Schauspieler
- Jacob Burtschi (* 1984), Basketballspieler